# القديح
القُدَيْح، هي بلدة سعودية تقع شمال غرب مدينة القطيف.

## الموقع
تقع القُدَيْح في الرّكن الشّمالي الغربي من مدينة القطيف، وتبعد عنها حوالي ميل واحد تقريبًا، في وسط غابة كثيفة من النخيل، يحتضنها من ناحية الغرب كثبان رملية عالية، وتطل شرقًا على جزء من ساحل الخليج. وتُعتبر القديح من أقرب البلدات إلى الحاضرة (القطيف). كما يلاحظ أنَّ الجُزء السّاحلي الغربي للخليج الذي كان يتّصل سابقًا بالقديح من الجهة الشرقية أصبح الآن مكتظًّا بالسكان نظرًا لقيام أحياء جديدة مثل (حيّ الحُسين والنَّاصرة). وتبلغ مساحة القديح الفعلية هذه الأيام 20 كم مربع من شارع الإمام علي شرقًا على امتداد طريق أحد إلى الطريق السريع الدمام الجُبيل غربًا. ومن تقاطع طريق أحد مع شارع الإمام علي وحتى تقاطع سدّ القديح شمالًا. وأمَّا من الجنوب التّوبي وحدودها مع مقبرة العابدات ومن الشرق امتداد حي الناصرة من الجنوب إلى الشمال بالإضافة إلى أرض الهمال جنوب نقطة التفتيش حاليًا..

## التسمية
(القُدَيح) بضم أوَّلِه وفتح ثانيه. ولا يُعرف على وجه الجزم لماذا سُمّيت القديح بهذا الاسم. غير أنَّ بعض الباحثين يرى أن ما يمكن الاطمئنان إليه في سبب تسميتها هو أنها سميت باسم أول من بنى بها دارًا. وقد ذُكرت أقوال عدة في سبب تسميتها، من أشهرها: أنَّ القديح تصغير قدح وهو الإناء الفارغ، وحيث أن صناعة هذه الأقداح كانت قائمة في أحد بساتين هذه البلدة في الجهة الجنوبية الشرقية منها لذا عرفت هذه البلدة بهذا الاسم. وهذا البستان يُعرف بـ (قديح وأبرام) – والأبرام نوع من الأقداح كبيرة – ولا يزال إلى الآن يحمل هذا الاسم في السّجلات الرسمية وتعود ملكيته حاليًا لورثة (حسن السنان) من أهالي القطيف، كما توجد عين بجوار هذا النخل تعرف باسم (عين نخل قديح وأبرام). ولعل اسم النخل قد اشتق أيضًا من هذه الصناعة القائمة فيه. ومما يساعد على هذا الرأي وجود منطقة (رشالة) الواقعة حاليًا ضمن البلدة والمعروفة بجودة طينها المستخدم في صناعة الأواني الفخارية وغسيل الملابس. وقد جاء ذكر طين منطقة رشالة في شعر أبي البحر الشيخ جعفر الخطي (ت1028هـ)، وقد كان يقترح مهنًا على أحد الأشخاص: أو فاقتلع من رشالة الطين متخذًا منه الجرار وعش في الخط جرَّارًا.

## التأسيس
تدل العُيون الجوفية الأثرية التي يقال أنها من أعمال العمالقة على أنَّ للقديح تاريخ ضارب في الأعماق، وقد يعود إلى 3500 سنة قبل الميلاد. أما تاريخ جغرافيتها الحالية فيمكن إرجاعه إلى القرن الخامس الهجري. ويقال أنَّها نشأت بعد خراب مدينة تقع غرب القديح تُعرف بـ (القيسية) انتقل أهلها منها إلى الأرض التي عرفت أخيرًا باسم القُديح. وعلى أيَّة حال فإن ربطنا بين القديح ورشالة من ناحية الوجود والتأسيس فتاريخهما يرجع إلى القرن 7-8 الهجري حيث أن رشالة هي سكنى ومدفن الشيخ يوسف بن أبي. وهناك قرية أخرى تسمى (الحليلة) أصبحت الآن حيًّا من أحياء القديح تحدَّث عنها الأستاذ حمد الجاسر في كتابه المعجم الجغرافي للمنطقة الشرقية ج4ص1901 قائلًا: قرية الحليلة قرية صغيرة تقع بين القديح والحباكة بجوار عين الحليلة ومن سكانها سابقًا وعلمائها الشيخ حسن بن ربيع الذي نزح إلى تاروت وقطن الربيعية فنسبت إليه. وعلى أقل التقادير فوجود هذه البلدة معروفة بهذا الاسم في وثيقة تاريخية هو عام 959هـ (1556م) حيث جاء ذكر اسمها في (قانون نامه لواء القطيف).

## الكنية
القديح تُسمَّى (مضر) وأيضًا (بنو قدح) أو (قدح) وتسمى حاليًا قدحلوا اقتداءً بالعلامة الشيخ محمد ضياء القديحي الحنين.

## السُّكان
حسب التّعداد السُّكاني الأخير 2022 بلغ عدد سكان القديح 22,494 نسمة. عُرف (مضر) كأوَّل زعيمٍ بها، حيث رشحه أهلها زعيمًا عليهم. وهو شخص انحدر إليها من (القيسية) السابقة الذكر. لقد قدَّم مضر كل ما يملك من عطاء لهذه البلدة لذا أصبح اسمه متألقًا في سماء القديح حتى اليوم.

## فاجعة حريق خيمة الزفاف
وقعت عام 1999م، إذ نشب الحريق في خيمة معدة لزفاف عروس من أهالي القديح، وكانت الخيمة مكتظة بالنساء والأطفال، ولم تستمر بها النيران إلا بضع دقائق حتى أتت على أغلب من فيها من النساء والأطفال؛ لتخلف 76 حالة وفاة.

## فاجعة تفجير مسجد الإمام علي بن أبي طالب
قام صالح بن عبد الرحمن صالح القشعمي، بتفجير حزام ناسف كان يخفيه تحت ملابسه واستخدم مادة RDX شديدة الانفجار، مما نتج عنه استشهاد 23 شخصًا وإصابة عدد كبير من المصلين. وهو من المطلوبين للجهات الأمنية لانتمائه لخلية إرهابية تتلقى توجيهاتها من تنظيم داعش الإرهابي في الخارج، وقبض على 26 من عناصرها وجميعهم سعوديو الجنسية.

## الآثار
اشتهر في وسط البلدة مكان عرف باسم (الوادي) اتّخذ سابقًا لعدة أغراض منها: سباق الخيل، العرضات الشعبية، تقام فيه صلاة العيد وصلاة الآيات وغيرهما. وقد تحول فيما بعد إلى سوق لبيع التمور ثم وجدت فيه بعض المقاهي الشعبية والدكاكين الصغيرة، كما كانت تعرض فيه أعلاف الحيوانات والأحطاب التي تستخدم للطبخ والتدفئة قبل أن تدخل الكهرباء.

## النشاط الاقتصادي
اشتهرت القديح كبقية بلدات القطيف بنشاطين مهمين هما: 
1- صيد الأسماك وجمع اللؤلؤ: حيث جعلها سوقًا كبيرًا يقدم عليه التجار من البحرين والهند ومناطق أخرى. ذكر الملازم (هوز) من رجال السفينة الحربية البريطانية (دوبرت) أن القديح كان لها ميناء بحري ضمن عدة موانئ على الخليج تجوب مياهه عشر سفن يمتلكها أبناء القديح يتكون طاقمها من (185) عاملًا.. هذه الأيام أكثر الذين يصيدون السمك هم من عائلة الزين.
2- الزراعة: حيث يبيع القُديحيون منتجاتهم الزراعية كالخضروات والفواكه والحليب والأغنام في أسواقهم المفتوحة، أو في المناطق القريبة من القديح. وحسب تقرير صادر من الجمعية فإن 90% من سكان القديح كانوا مزارعين من الدرجة الأولى قبل أربعين سنة.

## البساتين
تضم القديح عدد من البساتين وهي أبو قرين، أبو قرينات، أم هلالي، أم البرج، أم غالب، أمليج، أم الخير، أم غضيبان، أم سليمان، باب الكبير، باب الغرة، باب الحنه، باب دويدات، باب الجصة، باب السلمة البردوي، باب السرشة، البديعة، باب السنور، شرب الخرار، الجوهرية، الديسمية، الدبادب، الحجيرات، الخشرفه، الخضيري، لجميمة، الحضاير، الدريويزه، السوامه، الدهجاني، الرفيعة، الرمامي، الرملة، السدرية، السبيجية، شكر الله، الشربة، شرب مطر، الصوبية، الصليغ، العياشية، الطف، العمارة، العميرة، العقبي، العارضة، الغربي، الغرة، الغنامي، لغريب، الغرافة، غلاجوه، الفماميه، الفريفرات، القويع، قديح وابرام، قصمول، لطوينه، المعيوفه، الهدله، مفلح، المقيبري، المحارق، المغيصة، أم الخنيزي، النوحيه، الهمال، أم الفحل، جسر الحرس.

### الحدائق العامة والمنتزهات
- حديقة القديح: وتقع في مخطط 3/669 ـ خلف مبنى البلدية. تقدر مساحتها بـ2102 متر مربع.[9]

## بلدية القديح
بلدية القديح هي الجهة المسؤولة عن تقديم الخدمات البلدية التي تشمل خدمات الأراضي والمنح والمخططات، والتشييد والبناء، والرخص المهنية، والعقار والاستثمار، وخدمة المجتمع. تأسست بلدية القديح مع بقية توابع بلدية القطيف سنة 1344هـ وكانت وقتئذٍ تضم من صفوى شمالًا حتى سيهات جنوبًا. ومع التطور العمراني للقرى، تم إنشاء ست بلديات ذات ميزانيات مستقلة. وفي عام 1402هـ ضمّت هذه البلديات الست في بلدية واحدة تحت اسم بلدية منطقة القطيف المصنفة تحت الفئة (أ). وفي عام 1407هـ تم دمج بلدية منطقة القطيف إداريًا وماليًا وبكامل تشكيلاتها الإدارية بأمانة مدينة الدمام وأصبحت ميزانيتها مدمجة مع الأمانة. في نهاية عام 1428هـ تم فصل البلدية إداريًا وماليًا وبكامل تشكيلاتها الإدارية، وأصبحت ميزانيتها مرتبطة بوزارة الشئون البلدية والقروية.

## الأحياء
- حي القديح.
- حي جبل السروات.
- حي المقيلي.

## الشوارع
1. شارع الإمام علي وتقع البلدية على أحد طرفيه كما يقع مستوصف جمعية مضر الخيريّة على طرفه المقابل، يمتد من الشرق إلى الغرب بطول (700م) وعرض (15م).
2. شارع يلتقي مع الشارع السابق، يمتد من الشمال إلى الجنوب من السوق القديمة (الوادي) مارًا بالسوق الحديثة لبيع اللحوم والأسماك والخضروات بطول (550م) وعرض (12م).
3. شارع يخترق وسط البلدة من الشرق إلى الغرب بطول (250م) وعرض (10م).
4. إضافة إلى ذلك يوجد هناك سبعون طريقًا فرعيًا مجموع أطوالها (12كم) ومتوسط عرضها (4م). كما أنشأت البلدية حمامًا شعبيًا يقع غرب مسجد السدرة وهو عبارة عن مبنى مكون من قسمين وله مدخلان كل منهما مستقل عن الآخر أحدهما للرجال والآخر للنساء.

## المقابر
وتوجد بها أربع مقابر في البلدة، وهي:
1. مقبرة رشالة: تقع جنوب القُديح مُحيطُها 156م ومساحتُها تُساوي 1500م.
2. مقبرة الحليلة: تقع جنوب المقبرة الأولى.
3. مقبرة عيال عبد الحي: تقع جنُوب المقبرة الثّانية ومُحيطُها 128م ومساحتُها 1000م. وهذه المقبرة تتميز بثلاثة أمور:

أ‌- صُمّمت قبورها على شكل غرف مجاورة بعضها بجانب بعض وقد خصص لكل قبر فتحة ذات غطاء حجري محكم ويمكن إزاحة هذا الغطاء عن مكانه ودخول القبر لتنظيفه ومن ثم إعادته إلى مكانه بعد وضع الجثمان في غرفته.
ب‌- توجد أحجار أخرى غير ثابتة توضع فوق سطح القبر وقد هذبت هذه الأحجار بشكل صناديق صغيرة مستطيلة الشكل حجم الواحدة منها يساوي (80×30×20سم) تقريبًا، فتحت في إحدى جوانبها كوة تشكل مربعًا ذا ثلاثة أضلاع أو نصف دائرة ومما يدل على براعة التهذيب والإتقان في هذه الأحجار أن سطح القبر يكمل الضلع الرابع للمربع أو قطرًا لنصف تلك الدائرة عند وضع الحجر عليه وقد نقشت على جوانبها كتابات ويبدو أن هذه الأحجار ربما تكون كلسيه ولا تزال بعض النقوش واضحة مقروءة على جوانبها ومنها آيات قرآنية.
ج- أن هذه المقبرة خاصة بدفن موتى بعض الأسر من القطيف والقديح منها: أسرة آل عبد الحي، وآل مرار.
1. مقبرة الأطفال: تقع ملاصقة لمسجد الشيخ إبراهيم آل عرفات ومحيطها 80م2 ومساحتها 400م2 وهي غير مُستخدمة حاليًا ويقال أنَّ الشيخ إبراهيم دُفِن هناك بجانب الأطفال وقد أنشأت البلدية مغتسلًا للأموات على مساحة إجمالية تساوي 300م2.

## المساجد
وبها الآن من المساجد الكثير وهي مسجد السّدرة، مسجد العبد الصالح، مسجد الشّيخ، مسجد العبّاس، مسجد الشّيخ إبراهيم، مسجد الزّهراء، مسجد المهنا، مسجد أبي النعوش المعروف حاليًا بمسجد الشيخ فرج العمران، مسجد الإمام علي، مسجد الإمام الحسين، ومسجد الشهداء، مسجد جبل حريف، مسجد السبطين.

## اللهجة
لهجة أهالي القديح مختلفة عن باقي المناطق وقد تكون أقرب المناطق لها من حيث اللهجة هي بلدة العوَّامية حيث أنَّ أهل القديح يكسرون آخر الكلام مثلًا يقولون هذا بيتكِم أو بيتهِم وتختلف أيضًا عن باقِ المناطق في اللهجة في حرف القاف حيث ينطق كَاف مثلا لا يقولون قلم بل ينطقوها كَلم أما في الأعداد فبعض أهاليها ينطقوها مثل أهل القطيف فنين وفلافة والبعض الآخر يقول تنين وتلاتة.

## جمعية مضر الخيرية
خيرية مضر أو جمعية مضر الخيرية هي منظمة خيرية مقرها القديح، بمحافظة القطيف، في المنطقة الشرقية للمملكة العربية السعودية. وهي مسجلة لدى وزارة الشؤون الاجتماعية برقم (9) منذ 1389. تأسست الجمعية في رمضان عام 1387هـ. تهدف الجمعية إلى
1. رفع المستوي الاجتماعي والمعيشي والسكني الصحي والتعلمي والثقافي بالبلدة[13]
2. توفير الخدمات الأساسية لرعاية الأطفال وتنمية مهاراتهم وتطوير ذواتهم عن طريق البرامج التي تقدمها الروضة[13]
3. تقديم خدمات ايوائية للمعاقين والأيتام ومن في حكمهم ممن يستحقون الرعاية الدائمة[13]
4. المساهمة في رفع المستوى الصحي وتوفير برامج العلاج المجاني للأسر المستفيدة[14]
5. المساهمة في رعاية فئة مكفوفي البصر وذلك عبر مركز رعاية المكفوفين بمحافظة القطيف[14]
6. تقديم المساعدات المدرسية والجامعية للمستفيدين وإقامة الدورات التطويرية[14]

وتشمل خدماتها:

### برنامج أكفل تعليمي
في 1441هـ أطلقت جمعية مضر الخيرية برنامج ”اكفل تعليمي وساهم في بناء مستقبلي“ لتقديم المساعدات التعليمية لطلاب وطالبات الأسر المستفيدة؛ مع بداية الفصل الثاني للعام الدراسي 1441هـ. أوضحت اللجنة المشرفة على البرنامج، أن البرنامج يغطي احتياجات 475 طالبًا وطالبةً من جميع المراحل الدراسية والجامعية ورياض الأطفال. وبلغ مجموع ما أنفق على البرنامج خلال 2019 نحو نصف مليون ريال.

### برنامج صنعتي
شاركت خيرية مضر بمعرض “صنعتي 2019” وعرضت برامجها التنموية والاستثمارية، بالإضافة إلى تواجد الأسر المنتجة.

### مركز عين لضيافة الأطفال
مركز عين هو مركز لضيافة الأطفال تابع لجمعية مضر الخيرية. حصل في سبتمبر 2019م على ترخيص وزارة العمل والتنمية الاجتماعية وتم اعتماده برقم 495. يساهم البرنامج في تغطية جزء من تكلفة ضيافات الأطفال بحد أقصى 800 ريال شهريًا للطفل الواحد لمدة دعم تصل إلى 4 سنوات. يتناقص الدعم المالي تدريجيًا، حيث يساهم بتغطية 800 ريال شهريًا من تكلفة ضيافات الأطفال في السنة الأولى بحد أقصى للطفل الواحد. ويساهم بتغطية 600 ريال في السنة الثانية. وبتغطية 500 ريال في السنة الثالثة، وبتغطية 400 ريال في السنة الرابعة.
يقدم مركز عين التعليم الذاتي للأطفال عبر ثلاثة برامج هي برنامج براعم وبرنامج مناهل وبرنامج معارف من خلال التنقل بين قاعات تشمل علوم مختلفة منها الرسم والاشغال اليدوية، التقنية، الرياضة، التمثيل، التجارب واللعب. كما يساهم في تأسيس اللغة العربية وتقديم برامج عالمية في المهارات القرائية والاجتماعية. وتنمية مهارات الطفل القيادية ومهارات الاتصال الفعال.

### مستوصف جمعية مضر الخيرية
يقع في مدخل القديح في شارع الإمام علي بن أبي طالب.

### صيدلية جمعية مضر الخيرية
يسار المستوصف المذكور أعلاه.

### الخدمات الدورية
- في أكتوبر، 2019م: أقامت جمعية مضر حملة تطعيم ضد الإنفلونزا.[19]

## النشاط العلمي
كأي بلدة كان التعليم فيها بدائيًا ومقتصرًا على فئة قليلة من الناس كطلبة العلم الديني والخطباء (الملالي) وأبناء الأسر الميسورة الذين يمكنهم التفرغ لتعلم القراءة والكتابة والقرآن الكريم وبعض مبادئ الحساب. وقد تم فتح أول مدرسة ابتدائية عام 1379هـ فارتفعت نسبة التعليم إلى 95% تقريبًا في وقتنا الحالي. 
وفي تاريخ علمائها نذكر الشيخ يوسف بن أبي المدفون في مقبرة رشالة وتاريخ وفاته في القرن السادس الهجري. وكذلك الشيخ أحمد صالح ال طعان البحراني الذي نزل في القديح إلى حين وفاته في العام 1315هـ وهو أحد كبار مراجع التقليد في البحرين والقطيف، وكذلك ابنه الشيخ محمد صالح آل طعان وله ذرية كبيرة الآن في القديح. ومن علمائها الشيخ علي البلادي القديحي صاحب كتاب أنوار البدرين في تراجم علماء القطيف والاحساء والبحرين وابنه العلامة والحجة الكبير الشيخ حسين القديحي المتوفي في العام 1387 هـ والذي رثاه كبار العلماء والفضلاء. 
وتزخر القديح حاليًا بالكثير من فضلاء طلبة العلوم الدينية أبرزهم: الشيخ صادق المقيلي والشيخ مهدي العوازم والشيخ مصطفى الشيخ والشيخ محمد الشيخ والشيخ عبد العظيم الشيخ والشيخ محمد العبيدان، وكذلك العشرات من طلبة العلوم الدينية الذين تزخر بهم الآن بلدة القديح.[محل شك]

### مدارس البنين
ويوجد الآن بالقديح خمس مدارس للبنين موزعة كالتالي:
أ- المرحلة الابتدائية: ثلاث مدارس، اثنتان منها مبان حكومية والثالثة مبنى مستأجر.
ب- المرحلة المتوسطة: مدرستان، إحداهما مبنى حكومي والأخرى مبنى مستأجر.
ج- المرحلة الثانوية: مدرستان، إحداهما مبنى حكومي والأخرى مبنى مستأجر.[محل شك]

### مدارس البنات
أمَّا مدارس البنات فيوجد بالقديح خمس مدارس موزعة كالآتي:
أ‌- المرحلة الابتدائية: 3 مبان مستأجرة.
ب‌- المرحلة المتوسطة: مدرسة واحدة حكومية وتنقل باقي الطالبات بالحافلات إلى مدارس خارج البلدة.
ج- المرحلة الثانوية: لا يوجد مدرسة ثانوية للبنات تقع بالقديح لكن تنتقل الطالبات إلى خارج القديح لدراسة المرحلة الثانوية مثل الثانوية الأولى بالقديح (حي الشاطئ) والثانوية الثانية (حي البحر).[محل شك]